# Astrid Lindgrens älskade filmer
Astrid Lindgrens älskade filmer är en svensk dokumentärserie som hade premiär på TV4 och TV4 Play den 2 januari 2024 och består av två avsnitt. Serien producerades av produktionsbolaget FLX och regisserades av Viktor Gauffin.

## Handling
Serien kretsar kring Astrid Lindgrens filmer och skådespelarna i dem. Bland annat berättas historien om hur filmerna en gång blev till. I serien utlovas även en återförening med Pippi, Tommy & Annika där de minns tillbaka på de galna åren och uppmärksamheten som aldrig tagit slut.

## Medverkande (i urval)
- Astrid Lindgren
- Karin Nyman
- Kronprinsessan Victoria
- Catti Edfeldt
- Jonna Liljendahl
- Inger Nilsson
- Kristina Jämtmark
- Louise Edlind Friberg
- Staffan Götestam
- Tommy Körberg
- Claes Malmberg
- Benjamin Ingrosso
- Pernilla Wahlgren
- Veronica Maggio
- Georg Riedel